# ونتا مک‌گی
ونتا مک‌گی (انگلیسی: Vonetta McGee؛ ۱۴ ژانویهٔ ۱۹۴۵ – ۹ ژوئیهٔ ۲۰۱۰) بازیگر اهل ایالات متحده آمریکا بود. وی بین سال‌های ۱۹۶۸ تا ۲۰۰۷ میلادی فعالیت می‌کرد و از نقش‌آفرینی‌های مهمش می‌توان بازی در فیلم سکوت بزرگ را مثال زد.